# Оскар (кинопремия, 1945)
17-я церемония вручения наград премии «Оскар» за заслуги в области кинематографа за 1944 год состоялась 15 марта 1945 года в Китайском театре Граумана (Лос-Анджелес, США).
Барри Фицджеральд за роль отца Фицгиббона в картине «Идти своим путём» претендовал сразу на две награды.

## Фильмы, получившие несколько номинаций
| Фильм                                                    | номинации | победы |
| -------------------------------------------------------- | --------- | ------ |
| • Идти своим путём / Going My Way                        | 10        | 7      |
| • Вильсон / Wilson                                       | 10        | 5      |
| • С тех пор как вы ушли / Since You Went Away            | 9         | 1      |
| • Газовый свет / Gaslight                                | 7         | 2      |
| • Двойная страховка / Double Indemnity                   | 7         | -      |
| • Лора / Laura                                           | 5         | 1      |
| • Девушка с обложки / Cover Girl                         | 5         | 1      |
| • Только одинокое сердце / None but the Lonely Heart     | 4         | 1      |
| • Встреть меня в Сент-Луисе / Meet Me in St. Louis       | 4         | -      |
| • Кисмет / Kismet                                        | 4         | -      |
| • Спасательная шлюпка / Lifeboat                         | 3         | -      |
| • Приключения Марка Твена / The Adventures of Mark Twain | 3         | -      |
| • Казанова Браун / Casanova Brown                        | 3         | -      |
| • Бразилия / Brazil                                      | 3         | -      |
| • Голливудская лавка для войск / Hollywood Canteen       | 3         | -      |
| • Леди в ночи / Lady in the Dark                         | 3         | -      |
| • Тридцать секунд над Токио / Thirty Seconds Over Tokyo  | 2         | 1      |
| • Мистер Скеффингтон / Mr. Skeffington                   | 2         | -      |
| • Миссис Паркингтон / Mrs. Parkington                    | 2         | -      |
| • Потомство дракона / Dragon Seed                        | 2         | -      |
| • Адрес неизвестен / Address Unknown                     | 2         | -      |
| • Это случилось завтра / It Happened Tomorrow            | 2         | -      |
| • Принцесса и пират / The Princess and the Pirate        | 2         | -      |
| • Голос на ветру / Voice in the Wind                     | 2         | -      |
| • Выше и выше / Higher and Higher                        | 2         | -      |
| • Леди, давайте танцевать / Lady, Let’s Dance            | 2         | -      |
| • Менестрель / Minstrel Man                              | 2         | -      |
| • Песня большой дороги / Song of the Open Road           | 2         | -      |
| • Вступайте в ряды армии / Up in Arms                    | 2         | -      |

## Список лауреатов и номинантов
★ Победители выделены отдельным цветом. 

### Основные категории
| Категории                                                                       | Лауреаты и номинанты                                                               | Лауреаты и номинанты                                               |
| ------------------------------------------------------------------------------- | ---------------------------------------------------------------------------------- | ------------------------------------------------------------------ |
| Лучший фильм                                                                    | ★ Идти своим путём / Going My Way (Paramount)                                      | ★ Идти своим путём / Going My Way (Paramount)                      |
| Лучший фильм                                                                    | • Двойная страховка / Double Indemnity (Paramount)                                 |                                                                    |
| Лучший фильм                                                                    | • Газовый свет / Gaslight (Metro-Goldwyn-Mayer)                                    |                                                                    |
| Лучший фильм                                                                    | • С тех пор как вы ушли / Since You Went Away (Selznick International Pictures)    |                                                                    |
| Лучший фильм                                                                    | • Вильсон / Wilson (20th Century Fox)                                              |                                                                    |
| Лучший режиссёр                                                                 | ★ Лео Маккэри за фильм «Идти своим путём»                                          | ★ Лео Маккэри за фильм «Идти своим путём»                          |
| Лучший режиссёр                                                                 | • Билли Уайлдер — «Двойная страховка»                                              |                                                                    |
| Лучший режиссёр                                                                 | • Отто Премингер — «Лора»                                                          |                                                                    |
| Лучший режиссёр                                                                 | • Альфред Хичкок — «Спасательная шлюпка»                                           |                                                                    |
| Лучший режиссёр                                                                 | • Генри Кинг — «Вильсон»                                                           |                                                                    |
| Лучший актёр                                                                    |                                                                                    | ★ Бинг Кросби — «Идти своим путём» (за роль отца Чака О`Молли)     |
| Лучший актёр                                                                    | • Шарль Буайе — «Газовый свет» (за роль Грегори Антона)                            |                                                                    |
| Лучший актёр                                                                    | • Барри Фицджеральд — «Идти своим путём» (за роль отца Фицгиббона)                 |                                                                    |
| Лучший актёр                                                                    | • Кэри Грант — «Только одинокое сердце» (за роль Эрни Мотта)                       |                                                                    |
| Лучший актёр                                                                    | • Александер Нокс — «Вильсон» (за роль Вудро Вильсона)                             |                                                                    |
| Лучшая актриса                                                                  |                                                                                    | ★ Ингрид Бергман — «Газовый свет» (за роль Полы Олквист)           |
| Лучшая актриса                                                                  | • Клодетт Кольбер — «С тех пор как вы ушли» (за роль миссис Энн Хилтон)            |                                                                    |
| Лучшая актриса                                                                  | • Бетт Дейвис — «Мистер Скеффингтон» (за роль Фанни Треллис Скеффингтон)           |                                                                    |
| Лучшая актриса                                                                  | • Грир Гарсон — «Миссис Паркингтон» (за роль Сюзи Паркингтон)                      |                                                                    |
| Лучшая актриса                                                                  | • Барбара Стэнвик — «Двойная страховка» (за роль Филлис Дитрихсон)                 |                                                                    |
| Лучший актёр второго плана                                                      |                                                                                    | ★ Барри Фицджеральд — «Идти своим путём» (за роль отца Фицгиббона) |
| Лучший актёр второго плана                                                      | • Хьюм Кронин — «Седьмой крест» (за роль Пола Родера)                              |                                                                    |
| Лучший актёр второго плана                                                      | • Клод Рейнс — «Мистер Скеффингтон» (за роль Джоба Скеффингтона)                   |                                                                    |
| Лучший актёр второго плана                                                      | • Клифтон Уэбб — «Лора» (за роль Уолдо Лайдекера)                                  |                                                                    |
| Лучший актёр второго плана                                                      | • Монти Вулли — «С тех пор как вы ушли» (за роль полковника Уильяма Дж. Смоллетта) |                                                                    |
| Лучшая актриса второго плана                                                    |                                                                                    | ★ Этель Берримор — «Только одинокое сердце» (за роль мамы Мотт)    |
| Лучшая актриса второго плана                                                    | • Дженнифер Джонс — «С тех пор как вы ушли» (за роль Джейн Деборы Хилтон)          |                                                                    |
| Лучшая актриса второго плана                                                    | • Анджела Лэнсбери — «Газовый свет» (за роль Нэнси Оливер)                         |                                                                    |
| Лучшая актриса второго плана                                                    | • Алин Макмагон — «Потомство дракона» (за роль жены Линг Тана)                     |                                                                    |
| Лучшая актриса второго плана                                                    | • Агнес Мурхед — «Миссис Паркингтон» (за роль баронессы Аспазии Конти)             |                                                                    |
| Лучший оригинальный сценарий (англ. Best Writing, Original Screenplay)          | ★ Ламар Тротти — «Вильсон»                                                         | ★ Ламар Тротти — «Вильсон»                                         |
| Лучший оригинальный сценарий (англ. Best Writing, Original Screenplay)          | • Престон Стёрджес — «Слава герою-победителю»                                      |                                                                    |
| Лучший оригинальный сценарий (англ. Best Writing, Original Screenplay)          | • Престон Стёрджес — «Чудо в Морганс-Крик»                                         |                                                                    |
| Лучший оригинальный сценарий (англ. Best Writing, Original Screenplay)          | • Ричард Коннелл и Глэдис Леман — «Две девушки и моряк»                            |                                                                    |
| Лучший оригинальный сценарий (англ. Best Writing, Original Screenplay)          | • Джером Кэди — «На одном крыле и молитве»                                         |                                                                    |
| Лучший адаптированный сценарий (англ. Best Writing, Screenplay)                 | ★ Фрэнк Батлер и Фрэнк Каветт — «Идти своим путём»                                 | ★ Фрэнк Батлер и Фрэнк Каветт — «Идти своим путём»                 |
| Лучший адаптированный сценарий (англ. Best Writing, Screenplay)                 | • Билли Уайлдер и Раймонд Чандлер — «Двойная страховка»                            |                                                                    |
| Лучший адаптированный сценарий (англ. Best Writing, Screenplay)                 | • Джон Вэн Друтен, Вальтер Райш и Джон Л. Болдерстон — «Газовый свет»              |                                                                    |
| Лучший адаптированный сценарий (англ. Best Writing, Screenplay)                 | • Джей Дрэтлер, Сэмюэл Хоффенстайн и Бетти Рейнхарт — «Лора»                       |                                                                    |
| Лучший адаптированный сценарий (англ. Best Writing, Screenplay)                 | • Ирвинг Бречер и Фред Ф. Финклхофф — «Встреть меня в Сент-Луисе»                  |                                                                    |
| Лучший литературный первоисточник (Best Writing, Original Motion Picture Story) | ★ Лео Маккэри — «Идти своим путём»                                                 | ★ Лео Маккэри — «Идти своим путём»                                 |
| Лучший литературный первоисточник (Best Writing, Original Motion Picture Story) | • Чандлер Спрэг и Дэвид Боэм — «Парень по имени Джо»                               |                                                                    |
| Лучший литературный первоисточник (Best Writing, Original Motion Picture Story) | • Джон Стейнбек — «Спасательная шлюпка»                                            |                                                                    |
| Лучший литературный первоисточник (Best Writing, Original Motion Picture Story) | • Альфред Нейманн и Йозеф Тан — «Никто не избежит»                                 |                                                                    |
| Лучший литературный первоисточник (Best Writing, Original Motion Picture Story) | • Эдвард Доэрти и Жюль Шермер — «Салливаны»                                        |                                                                    |

### Другие категории
| Категории                                                        | Лауреаты и номинанты |
| ---------------------------------------------------------------- | --- |
| Лучшая музыка: Саундтрек к драматическому или комедийному фильму | ★ Макс Стайнер — «С тех пор как вы ушли» |
| Лучшая музыка: Саундтрек к драматическому или комедийному фильму | • Моррис Столофф и Эрнст Тох — «Адрес неизвестен»                                                                                               |
| Лучшая музыка: Саундтрек к драматическому или комедийному фильму | • Макс Стайнер — «Приключения Марка Твена» |
| Лучшая музыка: Саундтрек к драматическому или комедийному фильму | • Дмитрий Тёмкин — «Мост короля Людовика Святого»                                                                                               |
| Лучшая музыка: Саундтрек к драматическому или комедийному фильму | • Артур Ланж — «Казанова Браун» |
| Лучшая музыка: Саундтрек к драматическому или комедийному фильму | • Ханс Дж. Сэлтер — «Рождественские каникулы»                                                                                                   |
| Лучшая музыка: Саундтрек к драматическому или комедийному фильму | • Миклош Рожа — «Двойная страховка» |
| Лучшая музыка: Саундтрек к драматическому или комедийному фильму | • Уолтер Шарф и Рой Уэбб — «На линии огня» |
| Лучшая музыка: Саундтрек к драматическому или комедийному фильму | • Эдвард Пол и Мишель Мишле — «Косматая обезьяна»                                                                                               |
| Лучшая музыка: Саундтрек к драматическому или комедийному фильму | • Роберт Штольц — «Это случилось завтра» |
| Лучшая музыка: Саундтрек к драматическому или комедийному фильму | • Фредди Рич — «Джек Лондон» |
| Лучшая музыка: Саундтрек к драматическому или комедийному фильму | • Герберт Стотхарт — «Кисмет» |
| Лучшая музыка: Саундтрек к драматическому или комедийному фильму | • Ханс Эйслер и Константин Бакалейникофф — «Только одинокое сердце»                                                                             |
| Лучшая музыка: Саундтрек к драматическому или комедийному фильму | • Дэвид Роуз — «Принцесса и пират» |
| Лучшая музыка: Саундтрек к драматическому или комедийному фильму | • Карл Хаджос — «Летняя буря» |
| Лучшая музыка: Саундтрек к драматическому или комедийному фильму | • У. Франке Харлинг — «Три русские девушки» |
| Лучшая музыка: Саундтрек к драматическому или комедийному фильму | • Эдвард Пол — «Наверху в комнате Мейбл» |
| Лучшая музыка: Саундтрек к драматическому или комедийному фильму | • Мишель Мишле — «Голос на ветру» |
| Лучшая музыка: Саундтрек к драматическому или комедийному фильму | • Альфред Ньюман — «Вильсон» |
| Лучшая музыка: Саундтрек к драматическому или комедийному фильму | • Миклош Рожа — «Горожанка» |
| Лучшая музыка: Саундтрек к музыкальному фильму                   | ★ Моррис Столофф и Кармен Драгон — «Девушка с обложки»                                                                                          |
| Лучшая музыка: Саундтрек к музыкальному фильму                   | • Уолтер Шарф — «Бразилия» |
| Лучшая музыка: Саундтрек к музыкальному фильму                   | • Константин Бакалейникофф — «Выше и выше» |
| Лучшая музыка: Саундтрек к музыкальному фильму                   | • Рэй Хайндорф — «Голливудская лавка для войск»                                                                                                 |
| Лучшая музыка: Саундтрек к музыкальному фильму                   | • Альфред Ньюман — «Улыбка ирландских глаз» |
| Лучшая музыка: Саундтрек к музыкальному фильму                   | • Вернер Р. Хейманн и Курт Вайль — «Праздник в Нью-Йорке»                                                                                       |
| Лучшая музыка: Саундтрек к музыкальному фильму                   | • Роберт Эмметт Долан — «Леди в ночи» |
| Лучшая музыка: Саундтрек к музыкальному фильму                   | • Эдвард Дж. Кэй — «Леди, давайте танцевать» |
| Лучшая музыка: Саундтрек к музыкальному фильму                   | • Джордж Столл — «Встреть меня в Сент-Луисе» |
| Лучшая музыка: Саундтрек к музыкальному фильму                   | • Ханс Дж. Сэлтер — «Мэрри Монаханс» |
| Лучшая музыка: Саундтрек к музыкальному фильму                   | • Ферди Грофе и Лео Эрдоди — «Менестрель» |
| Лучшая музыка: Саундтрек к музыкальному фильму                   | • Малон Меррик — «Сенсации 1945-го года» |
| Лучшая музыка: Саундтрек к музыкальному фильму                   | • Чарльз Превин — «Песня большой дороги» |
| Лучшая музыка: Саундтрек к музыкальному фильму                   | • Рэй Хайндорф и Луис Форбс — «Вступайте в ряды армии»                                                                                          |
| Лучшая песня к фильму                                            | ★ Swinging on a Star — «Идти своим путём» — музыка: Джимми Ван Хэйсен, слова: Джонни Бурк                                                       |
| Лучшая песня к фильму                                            | • I Couldn’t Sleep a Wink Last Night — «Выше и выше» — музыка: Джимми МакХью, слова: Харольд Адамсон                                            |
| Лучшая песня к фильму                                            | • I’ll Walk Alone — «Следуя за парнями» — музыка: Жюль Стайн, слова: Сэмми Кан                                                                  |
| Лучшая песня к фильму                                            | • I’m Making Believe — «Сладкий и гадкий» — музыка: Джеймс В. Монако, слова: Мак Гордон                                                         |
| Лучшая песня к фильму                                            | • Long Ago and Far Away — «Девушка с обложки» — музыка: Джером Керн, слова: Айра Гершвин                                                        |
| Лучшая песня к фильму                                            | • Now I Know — «Вступайте в ряды армии» — музыка: Гарольд Арлен, слова: Тед Колер                                                               |
| Лучшая песня к фильму                                            | • Remember Me to Carolina — «Менестрель» — музыка: Гарри Ревель, слова: Пол Френсис Уэбстер                                                     |
| Лучшая песня к фильму                                            | • Rio de Janeiro — «Бразилия» — музыка: Ари Баррозу, слова: Нед Вашингтон                                                                       |
| Лучшая песня к фильму                                            | • Silver Shadows and Golden Dreams — «Леди, давайте танцевать» — музыка: Лью Поллак, слова: Чарльз Ньюман                                       |
| Лучшая песня к фильму                                            | • Sweet Dreams Sweetheart — «Голливудская лавка для войск» — музыка: М. К. Джером, слова: Тед Колер                                             |
| Лучшая песня к фильму                                            | • Too Much in Love — «Песня большой дороги» — музыка: Уолтер Кент, слова: Ким Гэннон                                                            |
| Лучшая песня к фильму                                            | • The Trolley Song — «Встреть меня в Сент-Луисе» — музыка и слова: Ральф Блейн и Хью Мартин                                                     |
| Лучший монтаж                                                    | ★ Барбара Маклин — «Вильсон» |
| Лучший монтаж                                                    | • Лерой Стоун — «Идти своим путём» |
| Лучший монтаж                                                    | • Оуэн Маркс — «Джени» |
| Лучший монтаж                                                    | • Роланд Гросс — «Только одинокое сердце» |
| Лучший монтаж                                                    | • Хэл Си Керн, Джеймс Э. Ньюком — «С тех пор как вы ушли»                                                                                       |
| Лучшая операторская работа (Чёрно-белый фильм)                   | ★ Джозеф Лашелл — «Лора» |
| Лучшая операторская работа (Чёрно-белый фильм)                   | • Джон Ф. Зейтц — «Двойная страховка» |
| Лучшая операторская работа (Чёрно-белый фильм)                   | • Сидни Вагнер — «Потомство дракона» |
| Лучшая операторская работа (Чёрно-белый фильм)                   | • Джозеф Руттенберг — «Газовый свет» |
| Лучшая операторская работа (Чёрно-белый фильм)                   | • Лайонел Линдон — «Идти своим путём» |
| Лучшая операторская работа (Чёрно-белый фильм)                   | • Глен МакУильямс — «Спасательная шлюпка» |
| Лучшая операторская работа (Чёрно-белый фильм)                   | • Стэнли Кортес и Ли Гармс — «С тех пор как вы ушли»                                                                                            |
| Лучшая операторская работа (Чёрно-белый фильм)                   | • Роберт Л. Сёртис и Гарольд Россон — «Тридцать секунд над Токио»                                                                               |
| Лучшая операторская работа (Чёрно-белый фильм)                   | • Чарльз Лэнг — «Незваные» |
| Лучшая операторская работа (Чёрно-белый фильм)                   | • Джордж Фолси — «Белые скалы Дувра» |
| Лучшая операторская работа (Цветной фильм)                       | ★ Леон Шамрой — «Вильсон» |
| Лучшая операторская работа (Цветной фильм)                       | • Рудольф Мате и Аллен М. Дэвей — «Девушка с обложки»                                                                                           |
| Лучшая операторская работа (Цветной фильм)                       | • Эдвард Кронджагер — «Дом в Индиане» |
| Лучшая операторская работа (Цветной фильм)                       | • Чарльз Рошер — «Кисмет» |
| Лучшая операторская работа (Цветной фильм)                       | • Рэй Реннахан — «Леди в ночи» |
| Лучшая операторская работа (Цветной фильм)                       | • Джордж Фолси — «Встреть меня в Сент-Луисе» |
| Лучшая работа художника (Чёрно-белый фильм)                      | ★ Седрик Гиббонс, Уильям Феррари (постановщики), Эдвин Б. Уиллис, Пауль Хульдшински (декораторы) — «Газовый свет»                               |
| Лучшая работа художника (Чёрно-белый фильм)                      | • Лайонел Бэнкс, Уолтер Хольшер (постановщики), Джозеф Киш (декоратор) — «Адрес неизвестен»                                                     |
| Лучшая работа художника (Чёрно-белый фильм)                      | • Джон Хьюз (постановщик), Фред М. Маклин (декоратор) — «Приключения Марка Твена»                                                               |
| Лучшая работа художника (Чёрно-белый фильм)                      | • Перри Фергюсон (постановщик), Джулия Херон (декоратор) — «Казанова Браун»                                                                     |
| Лучшая работа художника (Чёрно-белый фильм)                      | • Лайл Р. Вилер, Лелэнд Фуллер (постановщики), Томас Литтл (декоратор) — «Лора»                                                                 |
| Лучшая работа художника (Чёрно-белый фильм)                      | • Ханс Драйер, Роберт Ашер (постановщики), Сэм Комер (декоратор) — «Не время для любви»                                                         |
| Лучшая работа художника (Чёрно-белый фильм)                      | • Марк-Ли Кирк (постановщик), Виктор А. Гангелин (декоратор) — «С тех пор как вы ушли»                                                          |
| Лучшая работа художника (Чёрно-белый фильм)                      | Даррел Сильвера, Клод Э. Карпентер (декораторы) — «Шагай веселее»                                                                               |
| Лучшая работа художника (Цветной фильм)                          | ★ Уиард Инен (постановщик), Томас Литтл (декоратор) — «Вильсон»                                                                                 |
| Лучшая работа художника (Цветной фильм)                          | • Джон Б. Гудман, Александр Голицын (постановщики), Расселл А. Гаусман, Айра Уэбб (декораторы) — «Кульминация»                                  |
| Лучшая работа художника (Цветной фильм)                          | • Лайонел Бэнкс, Кэри Оделл (постановщики), Фэй Бабкок (декоратор) — «Девушка с обложки»                                                        |
| Лучшая работа художника (Цветной фильм)                          | • Чарльз Нови (постановщик), Джек МакКонаги (декоратор) — «Песня пустыни»                                                                       |
| Лучшая работа художника (Цветной фильм)                          | • Седрик Гиббонс, Дэниэл Б. Кэткарт (постановщики), Эдвин Б. Уиллис, Ричард Пефферл (декораторы) — «Кисмет»                                     |
| Лучшая работа художника (Цветной фильм)                          | • Ханс Драйер, Рауль Пин Ду Бойс (постановщики), Рэй Мойер (декоратор) — «Леди в ночи»                                                          |
| Лучшая работа художника (Цветной фильм)                          | • Эрнст Фегте (постановщик), Ховард Бристоль (декоратор) — «Принцесса и пират»                                                                  |
| Лучший звук                                                      | ★ 20th Century-Fox Studio Sound Department, звукорежиссёр Эдмунд Х. Хэнсен — «Вильсон»                                                          |
| Лучший звук                                                      | • Republic Studio Sound Department, звукорежиссёр Дэниэл Дж. Блумберг — «Бразилия»                                                              |
| Лучший звук                                                      | • Samuel Goldwyn Studio Sound Department, звукорежиссёр Томас Т. Моултон — «Казанова Браун»                                                     |
| Лучший звук                                                      | • Columbia Studio Sound Department, звукорежиссёр Джон П. Ливадари — «Девушка с обложки»                                                        |
| Лучший звук                                                      | • Paramount Studio Sound Department, звукорежиссёр Лорен Л. Райдер — «Двойная страховка»                                                        |
| Лучший звук                                                      | • Universal Studio Sound Department, звукорежиссёр Бернард Б. Браун — «Сестра его дворецкого»                                                   |
| Лучший звук                                                      | • Warner Bros. Studio Sound Department, звукорежиссёр Натан Левинсон — «Голливудская лавка для войск»                                           |
| Лучший звук                                                      | • Sound Service, Inc., звукорежиссёр Джек Уитни — «Это случилось завтра»                                                                        |
| Лучший звук                                                      | • Metro-Goldwyn-Mayer Studio Sound Department, звукорежиссёр Дуглас Ширер — «Кисмет»                                                            |
| Лучший звук                                                      | • RKO Radio Studio Sound Department, звукорежиссёр Стивен Данн — «Музыка на Манхэттене»                                                         |
| Лучший звук                                                      | • RCA Sound, звукорежиссёр Мак Далглиш — «Голос на ветру»                                                                                       |
| Лучшие спецэффекты                                               | • А. Арнольд Гиллеспи, Дональд Джараус, Уоррен Ньюкомб (фотографические эффекты), Дуглас Ширер (звуковые эффекты) — «Тридцать секунд над Токио» |
| Лучшие спецэффекты                                               | • Пол Детлефсен, Джон Круз (фотографические эффекты), Натан Левинсон (звуковые эффекты) — «Приключения Марка Твена»                             |
| Лучшие спецэффекты                                               | Джеймс Г. Стюарт, Рой Грэнвилл (звуковые эффекты) — «Дни славы»                                                                                 |
| Лучшие спецэффекты                                               | • Дэвид Аллен, Рей Кори, Роберт Райт (фотографические эффекты), Рассел Малмгрен, Гарри Кусник (звуковые эффекты) — «Секретный приказ»           |
| Лучшие спецэффекты                                               | • Джек Косгроув (фотографические эффекты), Артур Джонс (звуковые эффекты) — «С тех пор как вы ушли»                                             |
| Лучшие спецэффекты                                               | • Гордон Дженнингс, Фарсиот Эдуарт (фотографические эффекты), Джордж Даттон (звуковые эффекты) — «История доктора Уоссела»                      |
| Лучшие спецэффекты                                               | • Фред Серсен (фотографические эффекты), Роджер Хеман ст. (звуковые эффекты) — «Вильсон»                                                        |
| Лучший документальный фильм                                      | ★ Сражающаяся леди (Военно-морские силы США) |
| Лучший документальный фильм                                      | • Сопротивление вражескому допросу (Военно-воздушные силы армии США)                                                                            |
| Лучший документальный короткометражный фильм                     | ★ С морпехами у Таравы / With the Marines at Tarawa (Корпус морской пехоты США)                                                                 |
| Лучший документальный короткометражный фильм                     | • Национальный гимн (United States Office of War Information Overseas Motion Picture Bureau)                                                    |
| Лучший документальный короткометражный фильм                     | • Новые американцы (RKO Radio) |
| Лучший короткометражный фильм, снятый на 1 бобину                | ★ Кто есть кто в стране животных (продюсер: Джерри Фербенкс)                                                                                    |
| Лучший короткометражный фильм, снятый на 1 бобину                | • / Blue Grass Gentlemen (продюсер: Эдмунд Рээк)                                                                                                |
| Лучший короткометражный фильм, снятый на 1 бобину                | • Играя блюз (продюсер: Гордон Холлингсхед) |
| Лучший короткометражный фильм, снятый на 1 бобину                | • / Movie Pests (продюсер: Пит Смит) |
| Лучший короткометражный фильм, снятый на 1 бобину                | • Пятидесятилетие кинематографа / Screen Snapshots' 50th Anniversary of Motion Pictures (продюсер: Ральф Стауб)                                 |
| Лучший короткометражный фильм, снятый на 2 бобины                | ★ Играть не буду (продюсер: Гордон Холлингсхед)                                                                                                 |
| Лучший короткометражный фильм, снятый на 2 бобины                | • Бомбалера / Bombalera (продюсер: Луис Харрис)                                                                                                 |
| Лучший короткометражный фильм, снятый на 2 бобины                | • Главная улица сегодня / Main Street Today (продюсер: Джерри Бреслер, ассоциированный продюсер: Херберт Молтон)                                |
| Лучший короткометражный фильм (мультипликация)                   | ★ Неуловимый мышонок / Mouse Trouble (продюсер: Фред Куимби)                                                                                    |
| Лучший короткометражный фильм (мультипликация)                   | • / And to Think I Saw It on Mulberry Street (продюсер: Джордж Пал)                                                                             |
| Лучший короткометражный фильм (мультипликация)                   | • Собака, кот и канарейка / Dog, Cat and Canary (Screen Gems)                                                                                   |
| Лучший короткометражный фильм (мультипликация)                   | • Энди Панда: Жареная рыба / Fish Fry (продюсер: Уолтер Ланц)                                                                                   |
| Лучший короткометражный фильм (мультипликация)                   | • Как играть в футбол / How to Play Footbal (продюсер: Уолт Дисней)                                                                             |
| Лучший короткометражный фильм (мультипликация)                   | • Мой мальчик Джонни / My Boy, Johnny (продюсер: Пол Терри)                                                                                     |
| Лучший короткометражный фильм (мультипликация)                   | • Обворожительный певец (Warner Bros.) |

## Специальные награды
| Награда                             | Лауреаты | Лауреаты                                                                         |
| ----------------------------------- | --- | -------------------------------------------------------------------------------- |
| Специальная награда (Special Award) | | ★ Маргарет О'Брайен — Выдающейся юной актрисе 1944 года. (миниатюрная статуэтка) |
| Специальная награда (Special Award) | ★ Боб Хоуп — За многочисленные заслуги перед Академией. (звание пожизненного члена Академии кинематографических искусств и наук) |                                                                                  |
| Награда имени Ирвинга Тальберга     | | ★ Дэррил Ф. Занук                                                                |